# Hidrodinamică
Hidrodinamica este disciplina științifică care se ocupă de curgerile lichidelor.